# Elezioni comunali in Campania del 2012
Le elezioni comunali in Campania del 2012 si tennero il 6-7 maggio, con ballottaggio il 20-21 maggio.

## Napoli

### Acerra
| Candidati                              | Candidati                                | Voti                        | %     | Liste                      | Voti   | %     | Seggi |
| -------------------------------------- | ---------------------------------------- | --------------------------- | ----- | -------------------------- | ------ | ----- | ----- |
|                                        | Raffaele Lettieri Accede al ballottaggio | 12.166                      | 37,89 | Unione di Centro           | 4.665  | 14,91 | 7     |
| Acerra è Tua                           | Raffaele Lettieri Accede al ballottaggio | 12.166                      | 37,89 | 2.400                      | 7,67   | 3     |       |
| Insieme a Lettieri Sindaco             | Raffaele Lettieri Accede al ballottaggio | 12.166                      | 37,89 | 2.216                      | 7,08   | 3     |       |
| Alleanza per l'Italia                  | Raffaele Lettieri Accede al ballottaggio | 12.166                      | 37,89 | 795                        | 2,54   | 1     |       |
| Idee Nuove                             | Raffaele Lettieri Accede al ballottaggio | 12.166                      | 37,89 | 781                        | 2,50   | 1     |       |
| Futuro e Libertà per l'Italia          | Raffaele Lettieri Accede al ballottaggio | 12.166                      | 37,89 | 521                        | 1,66   | -     |       |
| Voglia di Fare                         | Raffaele Lettieri Accede al ballottaggio | 12.166                      | 37,89 | 519                        | 1,66   | -     |       |
| Acerra nel Cuore                       | Raffaele Lettieri Accede al ballottaggio | 12.166                      | 37,89 | 390                        | 1,25   | -     |       |
| Partito Socialista Italiano            | Raffaele Lettieri Accede al ballottaggio | 12.166                      | 37,89 | 265                        | 0,85   | -     |       |
| Verdi Ecologisti Reti Civiche          | Raffaele Lettieri Accede al ballottaggio | 12.166                      | 37,89 | 106                        | 0,34   | -     |       |
|                                        | Antonio Crimaldi Accede al ballottaggio  | 10.513                      | 32,74 | Il Popolo della Libertà    | 2.916  | 9,32  | 3     |
| Crimaldi per Acerra                    | Antonio Crimaldi Accede al ballottaggio  | 10.513                      | 32,74 | 1.922                      | 6,14   | 1     |       |
| Città Nuove                            | Antonio Crimaldi Accede al ballottaggio  | 10.513                      | 32,74 | 1.882                      | 6,01   | 1     |       |
| Udeur                                  | Antonio Crimaldi Accede al ballottaggio  | 10.513                      | 32,74 | 944                        | 3,02   | -     |       |
| Giù la Maschera                        | Antonio Crimaldi Accede al ballottaggio  | 10.513                      | 32,74 | 732                        | 2,34   | -     |       |
| Movimento Sociale Europeo per l'Italia | Antonio Crimaldi Accede al ballottaggio  | 10.513                      | 32,74 | 618                        | 1,97   | -     |       |
| Democrazia Cristiana                   | Antonio Crimaldi Accede al ballottaggio  | 10.513                      | 32,74 | 583                        | 1,86   | -     |       |
| Noi Sud                                | Antonio Crimaldi Accede al ballottaggio  | 10.513                      | 32,74 | 523                        | 1,67   | -     |       |
| Campania Idea Mediterranea             | Antonio Crimaldi Accede al ballottaggio  | 10.513                      | 32,74 | 421                        | 1,35   | -     |       |
| Seggio al candidato sindaco            | Seggio al candidato sindaco              | Seggio al candidato sindaco | 32,74 | 1                          |        |       |       |
|                                        | Domenico De Luca                         | 6.711                       | 20,90 | Partito Democratico        | 2.344  | 7,49  | 1     |
| Riformisti per Acerra                  | Domenico De Luca                         | 6.711                       | 20,90 | 1.595                      | 5,10   | 1     |       |
| Italia dei Valori                      | Domenico De Luca                         | 6.711                       | 20,90 | 989                        | 3,16   | -     |       |
| Generazione Acerra                     | Domenico De Luca                         | 6.711                       | 20,90 | 961                        | 3,07   | -     |       |
| Cattolici Democratici                  | Domenico De Luca                         | 6.711                       | 20,90 | 848                        | 2,65   | -     |       |
| Italia Popolare-Popolari               | Domenico De Luca                         | 6.711                       | 20,90 | 534                        | 1,71   | -     |       |
| Unione Civica                          | Domenico De Luca                         | 6.711                       | 20,90 | 251                        | 0,80   | -     |       |
| Seggio al candidato sindaco            | Seggio al candidato sindaco              | Seggio al candidato sindaco | 20,90 | 1                          |        |       |       |
|                                        | Giovanbattista De Laurentis              | 1.966                       | 6,12  | Federazione della Sinistra | 649    | 2,07  | -     |
| Sinistra Ecologia Libertà              | Giovanbattista De Laurentis              | 1.966                       | 6,12  | 344                        | 1,10   | -     |       |
|                                        | Arturo Nuzzo                             | 755                         | 2,55  | Movimento 5 Stelle         | 429    | 1,37  | -     |
| Totale                                 | Totale                                   | 31.295                      | 100   |                            | 32.111 | 100   | 24    |

### Cardito
| Candidati                            | Candidati                               | Voti                        | %      | Liste                        | Voti   | %      | Seggi |
| ------------------------------------ | --------------------------------------- | --------------------------- | ------ | ---------------------------- | ------ | ------ | ----- |
|                                      | Giuseppe Cirillo Accede al ballottaggio | 6.162                       | 44,05  | Partito Democratico          | 1.348  | 9,85   | 2     |
| Italia dei Valori                    | Giuseppe Cirillo Accede al ballottaggio | 6.162                       | 44,05  | 988                          | 7,22   | 2      |       |
| Cardito Libera                       | Giuseppe Cirillo Accede al ballottaggio | 6.162                       | 44,05  | 928                          | 6,78   | 2      |       |
| Partito Socialista Italiano          | Giuseppe Cirillo Accede al ballottaggio | 6.162                       | 44,05  | 860                          | 6,29   | 1      |       |
| Noi Popolari di Cardito              | Giuseppe Cirillo Accede al ballottaggio | 6.162                       | 44,05  | 849                          | 6,20   | 1      |       |
| Cardito Democratica                  | Giuseppe Cirillo Accede al ballottaggio | 6.162                       | 44,05  | 690                          | 5,04   | 1      |       |
| Giovani Democratici                  | Giuseppe Cirillo Accede al ballottaggio | 6.162                       | 44,05  | 476                          | 3,48   | 1      |       |
| Futuro e Libertà per l'Italia        | Giuseppe Cirillo Accede al ballottaggio | 6.162                       | 44,05  | 293                          | 2,14   | -      |       |
|                                      | Francesco Pisano Accede al ballottaggio | 4.214                       | 30,13  | Alleanza per l'Italia        | 1.618  | 11,82  | 2     |
| Il Popolo della Libertà              | Francesco Pisano Accede al ballottaggio | 4.214                       | 30,13  | 919                          | 6,72   | -      |       |
| Alleanza per i Giovani               | Francesco Pisano Accede al ballottaggio | 4.214                       | 30,13  | 799                          | 5,84   | -      |       |
| Alleanza per Cardito                 | Francesco Pisano Accede al ballottaggio | 4.214                       | 30,13  | 639                          | 4,67   | -      |       |
| Unione di Centro                     | Francesco Pisano Accede al ballottaggio | 4.214                       | 30,13  | 403                          | 2,95   | -      |       |
| Alleanza per le Donne                | Francesco Pisano Accede al ballottaggio | 4.214                       | 30,13  | 141                          | 1,03   | -      |       |
| Seggio al candidato sindaco          | Seggio al candidato sindaco             | Seggio al candidato sindaco | 30,13  | 1                            |        |        |       |
|                                      | Vincenzo Mormile                        | 3.293                       | 23,54  | Con Vincenzo Mormile Sindaco | 1.176  | 8,59   | 1     |
| Movimento Popolare                   | Vincenzo Mormile                        | 3.293                       | 23,54  | 936                          | 9,84   | -      |       |
| Insieme per la Rinascita Democratica | Vincenzo Mormile                        | 3.293                       | 23,54  | 276                          | 2,02   | -      |       |
| Trasparenza e Legalità               | Vincenzo Mormile                        | 3.293                       | 23,54  | 109                          | 0,80   | -      |       |
| Cardito Progressista                 | Vincenzo Mormile                        | 3.293                       | 23,54  | 90                           | 0,66   | -      |       |
| Seggio al candidato sindaco          | Seggio al candidato sindaco             | Seggio al candidato sindaco | 23,54  | 1                            |        |        |       |
|                                      | Michele Candida                         | 319                         | 2,28   | Sinistra Unita               | 145    | 1,06   | -     |
| Totale                               | Totale                                  | 13.683                      | 100,00 |                              | 13.988 | 100,00 | 20    |

### Casavatore
| Candidati                     | Candidati                    | Voti                        | %      | Liste                      | Voti   | %      | Seggi |
| ----------------------------- | ---------------------------- | --------------------------- | ------ | -------------------------- | ------ | ------ | ----- |
|                               | Salvatore Sannino ✔️ Sindaco | 6.098                       | 54,86  | Partito Democratico        | 2.589  | 23,76  | 6     |
| Unione di Centro              | Salvatore Sannino ✔️ Sindaco | 6.098                       | 54,86  | 1.105                      | 10,14  | 2      |       |
| Alleanza per l'Italia         | Salvatore Sannino ✔️ Sindaco | 6.098                       | 54,86  | 918                        | 8,43   | 2      |       |
| Futuro e Libertà per l'Italia | Salvatore Sannino ✔️ Sindaco | 6.098                       | 54,86  | 407                        | 3,74   | -      |       |
| Federazione della Sinistra    | Salvatore Sannino ✔️ Sindaco | 6.098                       | 54,86  | 401                        | 3,68   | -      |       |
| Italia dei Valori             | Salvatore Sannino ✔️ Sindaco | 6.098                       | 54,86  | 349                        | 3,20   | -      |       |
| Sinistra Ecologia Libertà     | Salvatore Sannino ✔️ Sindaco | 6.098                       | 54,86  | 313                        | 2,87   | -      |       |
| Partito Socialista Italiano   | Salvatore Sannino ✔️ Sindaco | 6.098                       | 54,86  | 68                         | 0,62   | -      |       |
| Grande Sud                    | Salvatore Sannino ✔️ Sindaco | 6.098                       | 54,86  | 5                          | 0,05   | -      |       |
|                               | Matteo Orefice               | 5.018                       | 45,14  | Campania Idea Mediterranea | 1.525  | 14,00  | 1     |
| Il Popolo della Libertà       | Matteo Orefice               | 5.018                       | 45,14  | 1.061                      | 9,74   | 1      |       |
| Città Nuove                   | Matteo Orefice               | 5.018                       | 45,14  | 905                        | 8,31   | 1      |       |
| Ventata Nuova                 | Matteo Orefice               | 5.018                       | 45,14  | 744                        | 6,83   | 1      |       |
| Udeur                         | Matteo Orefice               | 5.018                       | 45,14  | 505                        | 4,64   | -      |       |
| Seggio al candidato sindaco   | Seggio al candidato sindaco  | Seggio al candidato sindaco | 45,14  | 1                          |        |        |       |
| Totale                        | Totale                       | 10.895                      | 100,00 |                            | 11.116 | 100,00 | 20    |

### Frattaminore
| Candidati                                                                                | Candidati                   | Voti                        | %     | Liste                      | Voti   | %     | Seggi |
| ---------------------------------------------------------------------------------------- | --------------------------- | --------------------------- | ----- | -------------------------- | ------ | ----- | ----- |
|                                                                                          | Vincenzo Caso ✔️ Sindaco    | 6.364                       | 60,88 | Frattaminore Futura        | 1.374  | 13,34 | 2     |
| Noi Sud                                                                                  | Vincenzo Caso ✔️ Sindaco    | 6.364                       | 60,88 | 1.319                      | 12,80  | 2     |       |
| Frattaminore al Centro                                                                   | Vincenzo Caso ✔️ Sindaco    | 6.364                       | 60,88 | 1.067                      | 10,36  | 2     |       |
| Italia dei Valori                                                                        | Vincenzo Caso ✔️ Sindaco    | 6.364                       | 60,88 | 1.064                      | 10,33  | 2     |       |
| Alleanza per l'Italia                                                                    | Vincenzo Caso ✔️ Sindaco    | 6.364                       | 60,88 | 765                        | 7,43   | 1     |       |
| Partito Socialista Italiano                                                              | Vincenzo Caso ✔️ Sindaco    | 6.364                       | 60,88 | 691                        | 6,71   | 1     |       |
| Unione di Centro                                                                         | Vincenzo Caso ✔️ Sindaco    | 6.364                       | 60,88 | 526                        | 5,11   | 1     |       |
|                                                                                          | Giuseppe Bencivenga         | 3.941                       | 37,70 | Partito Democratico        | 1.453  | 14,10 | 2     |
| Italia Popolare-Popolari                                                                 | Giuseppe Bencivenga         | 3.941                       | 37,70 | 752                        | 7,30   | 1     |       |
| Udeur                                                                                    | Giuseppe Bencivenga         | 3.941                       | 37,70 | 645                        | 6,26   | 1     |       |
| Federazione della Sinistra                                                               | Giuseppe Bencivenga         | 3.941                       | 37,70 | 323                        | 3,14   | -     |       |
| Ecologisti e Democratici (Verdi Ecologisti Reti Civiche-Sinistra Ecologia Libertà-Altri) | Giuseppe Bencivenga         | 3.941                       | 37,70 | 220                        | 2,14   | -     |       |
| Seggio al candidato sindaco                                                              | Seggio al candidato sindaco | Seggio al candidato sindaco | 37,70 | 1                          |        |       |       |
|                                                                                          | Maria Assunta Aveta         | 148                         | 1,42  | Campania Idea Mediterranea | 103    | 1,00  | -     |
| Totale                                                                                   | Totale                      | 10.302                      | 100   |                            | 10.453 | 100   | 16    |

### Ischia
| Candidati                     | Candidati                      | Voti                        | %      | Liste                                | Voti   | %      | Seggi |
| ----------------------------- | ------------------------------ | --------------------------- | ------ | ------------------------------------ | ------ | ------ | ----- |
|                               | Giuseppe Ferrandino ✔️ Sindaco | 8.858                       | 70,58  | Ischia Democratica                   | 2.638  | 21,33  | 4     |
| Fratellanza e Lavoro          | Giuseppe Ferrandino ✔️ Sindaco | 8.858                       | 70,58  | 1.695                                | 13,70  | 2      |       |
| Ischia Anch'Io                | Giuseppe Ferrandino ✔️ Sindaco | 8.858                       | 70,58  | 1.645                                | 13,30  | 2      |       |
| Progresso per Ischia          | Giuseppe Ferrandino ✔️ Sindaco | 8.858                       | 70,58  | 1.444                                | 11,68  | 2      |       |
| Noi per Ischia                | Giuseppe Ferrandino ✔️ Sindaco | 8.858                       | 70,58  | 1.436                                | 11,61  | 2      |       |
| Ischia Prima di Tutto         | Giuseppe Ferrandino ✔️ Sindaco | 8.858                       | 70,58  | 872                                  | 7,05   | 2      |       |
|                               | Salvatore Mazzella             | 2.998                       | 23,89  | Unione di Centro                     | 721    | 5,83   | 1     |
| Ischia Nuova                  | Salvatore Mazzella             | 2.998                       | 23,89  | 582                                  | 4,71   | 1      |       |
| Città Nuove                   | Salvatore Mazzella             | 2.998                       | 23,89  | 499                                  | 4,03   | -      |       |
| Futuro e Libertà per l'Italia | Salvatore Mazzella             | 2.998                       | 23,89  | 405                                  | 3,27   | -      |       |
| Nuova Isolaverde              | Salvatore Mazzella             | 2.998                       | 23,89  | 213                                  | 1,72   | -      |       |
| Seggio al candidato sindaco   | Seggio al candidato sindaco    | Seggio al candidato sindaco | 23,89  | 1                                    |        |        |       |
|                               | Antonietta Manzi               | 403                         | 3,21   | La Sinistra                          | 145    | 1,17   | -     |
|                               | Domenico Savio                 | 292                         | 2,33   | Partito Comunista Marxista-Leninista | 73     | 0,59   | -     |
| Totale                        | Totale                         | 12.368                      | 100,00 |                                      | 12.551 | 100,00 | 16    |

### Pozzuoli
| Candidati                     | Candidati                     | Voti                        | %     | Liste                      | Voti   | %     | Seggi |
| ----------------------------- | ----------------------------- | --------------------------- | ----- | -------------------------- | ------ | ----- | ----- |
|                               | Vincenzo Figliolia ✔️ Sindaco | 28.380                      | 67,80 | Partito Democratico        | 10.630 | 26,18 | 8     |
| Unione di Centro              | Vincenzo Figliolia ✔️ Sindaco | 28.380                      | 67,80 | 5.696                      | 14,03  | 4     |       |
| Bene Comune                   | Vincenzo Figliolia ✔️ Sindaco | 28.380                      | 67,80 | 4.557                      | 11,27  | 3     |       |
| Sinistra Ecologia Libertà     | Vincenzo Figliolia ✔️ Sindaco | 28.380                      | 67,80 | 3.802                      | 9,36   | 2     |       |
| Italia dei Valori             | Vincenzo Figliolia ✔️ Sindaco | 28.380                      | 67,80 | 2.087                      | 5,14   | 1     |       |
| Federazione dei Verdi         | Vincenzo Figliolia ✔️ Sindaco | 28.380                      | 67,80 | 1.882                      | 4,63   | 1     |       |
|                               | Filippo Monaco                | 7.279                       | 17,39 | Il Popolo della Libertà    | 4.220  | 10,39 | 2     |
| Futuro e Libertà per l'Italia | Filippo Monaco                | 7.279                       | 17,39 | 2.688                      | 6,62   | 1     |       |
| Udeur                         | Filippo Monaco                | 7.279                       | 17,39 | 341                        | 0,84   | -     |       |
| Seggio al candidato sindaco   | Seggio al candidato sindaco   | Seggio al candidato sindaco | 17,39 | 1                          |        |       |       |
|                               | Daniele Thomas Alessi         | 2.330                       | 5,57  | Movimento 5 Stelle         | 1.471  | 3,62  | -     |
|                               | Espedito Fenocchio            | 2.000                       | 4,78  | Uniti per la Libertà       | 2.005  | 4,94  | -     |
| Seggio al candidato sindaco   | Seggio al candidato sindaco   | Seggio al candidato sindaco | 4,78  | 1                          |        |       |       |
|                               | Emanuele Zanni                | 1.869                       | 4,47  | Federazione della Sinistra | 1.039  | 2,56  | -     |
| Per il Bene Comune            | Emanuele Zanni                | 1.869                       | 4,47  | 169                        | 0,42   | -     |       |
| Totale                        | Totale                        | 40.607                      | 100   |                            | 41.858 | 100   | 24    |

### San Giorgio a Cremano
| Candidati                        | Candidati                                 | Voti                        | %      | Liste                                   | Voti   | %      | Seggi |
| -------------------------------- | ----------------------------------------- | --------------------------- | ------ | --------------------------------------- | ------ | ------ | ----- |
|                                  | Domenico Giorgiano Accede al ballottaggio | 13.549                      | 49,99  | Partito Democratico                     | 6.554  | 24,74  | 8     |
| Italia dei Valori                | Domenico Giorgiano Accede al ballottaggio | 13.549                      | 49,99  | 2.722                                   | 10,27  | 3      |       |
| Alleanza per l'Italia            | Domenico Giorgiano Accede al ballottaggio | 13.549                      | 49,99  | 1.943                                   | 7,33   | 2      |       |
| Sinistra Ecologia Libertà        | Domenico Giorgiano Accede al ballottaggio | 13.549                      | 49,99  | 1.289                                   | 4,87   | 1      |       |
| Moderati e Riformisti            | Domenico Giorgiano Accede al ballottaggio | 13.549                      | 49,99  | 776                                     | 2,93   | 1      |       |
| Verdi Ecologisti e Reti Civiche  | Domenico Giorgiano Accede al ballottaggio | 13.549                      | 49,99  | 560                                     | 2,11   | -      |       |
| Futuro e Libertà per l'Italia    | Domenico Giorgiano Accede al ballottaggio | 13.549                      | 49,99  | 350                                     | 1,32   | -      |       |
| Partito Socialista Italiano      | Domenico Giorgiano Accede al ballottaggio | 13.549                      | 49,99  | 178                                     | 0,67   | -      |       |
| Udeur                            | Domenico Giorgiano Accede al ballottaggio | 13.549                      | 49,99  | 177                                     | 0,67   | -      |       |
|                                  | Aqulino Di Marco Accede al ballottaggio   | 8.714                       | 32,15  | Unione di Centro                        | 2.988  | 11,28  | 3     |
| Alleanza dei Moderati            | Aqulino Di Marco Accede al ballottaggio   | 8.714                       | 32,15  | 2.940                                   | 11,10  | 3      |       |
| Con te Sindaco Aquilino Di Marco | Aqulino Di Marco Accede al ballottaggio   | 8.714                       | 32,15  | 1.330                                   | 5,02   | 1      |       |
| Cento Passi                      | Aqulino Di Marco Accede al ballottaggio   | 8.714                       | 32,15  | 624                                     | 2,36   | -      |       |
| La Città in Comune               | Aqulino Di Marco Accede al ballottaggio   | 8.714                       | 32,15  | 453                                     | 1,71   | -      |       |
| Seggio al candidato sindaco      | Seggio al candidato sindaco               | Seggio al candidato sindaco | 32,15  | 1                                       |        |        |       |
|                                  | Danilo Roberto Cascone                    | 1.687                       | 6,22   | Movimento 5 Stelle                      | 1.320  | 4,98   | -     |
| Seggio al candidato sindaco      | Seggio al candidato sindaco               | Seggio al candidato sindaco | 6,22   | 1                                       |        |        |       |
|                                  | Aldo Raucci                               | 1.184                       | 4,37   | Per la Nostra Città                     | 1.013  | 3,82   | -     |
|                                  | Aldo Vella                                | 666                         | 2,46   | Partito del Sud                         | 312    | 1,18   | -     |
|                                  | Renato Carcatella                         | 622                         | 2,29   | Federazione della Sinistra-Natura Lista | 433    | 1,63   | -     |
|                                  | Salvatore Galdieri                        | 453                         | 1,67   | Alleanza di Centro-destra               | 396    | 1,49   | -     |
|                                  | Eugenio Diffidenti                        | 230                         | 0,85   | Movimento per i Diritti                 | 136    | 0,1    | -     |
| Totale                           | Totale                                    | 26.494                      | 100,00 |                                         | 27.105 | 100,00 | 30    |

### San Giuseppe Vesuviano
| Candidati                     | Candidati                                        | Voti                        | %      | Liste                   | Voti   | %      | Seggi |
| ----------------------------- | ------------------------------------------------ | --------------------------- | ------ | ----------------------- | ------ | ------ | ----- |
|                               | Vincenzo Catapano Accede al ballottaggio         | 6.120                       | 37,27  | Stella                  | 2.096  | 13,34  | 4     |
| Futuro e Libertà per l'Italia | Vincenzo Catapano Accede al ballottaggio         | 6.120                       | 37,27  | 1.805                   | 11,49  | 3      |       |
| Giovani per la Legalità       | Vincenzo Catapano Accede al ballottaggio         | 6.120                       | 37,27  | 811                     | 5,16   | 1      |       |
| Città Viva                    | Vincenzo Catapano Accede al ballottaggio         | 6.120                       | 37,27  | 686                     | 4,37   | 1      |       |
| Noi Donne                     | Vincenzo Catapano Accede al ballottaggio         | 6.120                       | 37,27  | 518                     | 3,30   | 1      |       |
|                               | Antonio Agostino Ambrosio Accede al ballottaggio | 4.647                       | 28,30  | Il Popolo della Libertà | 3.271  | 20,82  | 3     |
| Impegno e Partecipazione      | Antonio Agostino Ambrosio Accede al ballottaggio | 4.647                       | 28,30  | 879                     | 5,59   | -      |       |
| Il Girasole                   | Antonio Agostino Ambrosio Accede al ballottaggio | 4.647                       | 28,30  | 817                     | 5,20   | -      |       |
| Forza San Giuseppe            | Antonio Agostino Ambrosio Accede al ballottaggio | 4.647                       | 28,30  | 621                     | 3,95   | -      |       |
| Udeur                         | Antonio Agostino Ambrosio Accede al ballottaggio | 4.647                       | 28,30  | 200                     | 1,14   | -      |       |
| Seggio al candidato sindaco   | Seggio al candidato sindaco                      | Seggio al candidato sindaco | 28,30  | 1                       |        |        |       |
|                               | Agostino Casillo                                 | 3.831                       | 23,33  | Vocenueva               | 1.226  | 7,80   | -     |
| Partito Democratico           | Agostino Casillo                                 | 3.831                       | 23,33  | 800                     | 5,09   | -      |       |
| Libera San Giuseppe           | Agostino Casillo                                 | 3.831                       | 23,33  | 429                     | 2,73   | -      |       |
| Seggio al candidato sindaco   | Seggio al candidato sindaco                      | Seggio al candidato sindaco | 23,33  | 1                       |        |        |       |
|                               | Francesco Duraccio                               | 947                         | 5,77   | Spirito Libero          | 746    | 4,75   | -     |
| Rinascita                     | Francesco Duraccio                               | 947                         | 5,77   | 139                     | 0,88   | -      |       |
|                               | Roberto Duraccio                                 | 874                         | 5,32   | Jamm Ripartire Insieme  | 483    | 3,07   | -     |
| Mo Bast!                      | Roberto Duraccio                                 | 874                         | 5,32   | 96                      | 0,61   | -      |       |
| Totale                        | Totale                                           | 15.712                      | 100,00 |                         | 16.419 | 100,00 | 16    |

### Sant'Antimo
| Candidati            | Candidati                     | Voti                 | %     | Liste                   | Voti   | %     | Seggi |
| -------------------- | ----------------------------- | -------------------- | ----- | ----------------------- | ------ | ----- | ----- |
|                      | Francesco Piemonte ✔️ Sindaco | 12.252               | 61,63 | Il Popolo della Libertà | 6.908  | 35,49 | 10    |
| Insieme              | Francesco Piemonte ✔️ Sindaco | 12.252               | 61,63 | 2.474                   | 12,71  | 3     |       |
| Vivi Sant'Antimo     | Francesco Piemonte ✔️ Sindaco | 12.252               | 61,63 | 2.148                   | 11,03  | 3     |       |
| Unione di Centro     | Francesco Piemonte ✔️ Sindaco | 12.252               | 61,63 | 1.829                   | 9,40   | 2     |       |
| Nuovo PSI            | Francesco Piemonte ✔️ Sindaco | 12.252               | 61,63 | 1.039                   | 5,34   | 1     |       |
| Grande Sud           | Francesco Piemonte ✔️ Sindaco | 12.252               | 61,63 | 451                     | 2,32   | -     |       |
|                      | Luigi Vergara                 | 3.477                | 17,49 | Uniti si Cambia         | 1.906  | 9,79  | 1     |
| Seggio di coalizione | Seggio di coalizione          | Seggio di coalizione | 17,49 | 1                       |        |       |       |
|                      | Gabriele Pappadia             | 2.378                | 11,96 | Partito Democratico     | 1.588  | 8,16  | 1     |
| Seggio di coalizione | Seggio di coalizione          | Seggio di coalizione | 11,96 | 1                       |        |       |       |
|                      | Giuseppe Italia               | 1.774                | 8,92  | Italia dei Valori       | 1.123  | 5,77  | -     |
| Seggio di coalizione | Seggio di coalizione          | Seggio di coalizione | 8,92  | 1                       |        |       |       |
| Totale               | Totale                        | 19.466               | 100   |                         | 19.881 | 100   | 24    |

### Torre Annunziata
| Candidati                                        | Candidati                   | Voti                        | %     | Liste                 | Voti   | %     | Seggi |
| ------------------------------------------------ | --------------------------- | --------------------------- | ----- | --------------------- | ------ | ----- | ----- |
|                                                  | Giosuè Starita ✔️ Sindaco   | 12.370                      | 52,01 | Alleanza per l'Italia | 4.079  | 17,54 | 5     |
| Unione di Centro                                 | Giosuè Starita ✔️ Sindaco   | 12.370                      | 52,01 | 2.704                 | 11,63  | 3     |       |
| Noi Sud                                          | Giosuè Starita ✔️ Sindaco   | 12.370                      | 52,01 | 2.432                 | 10,46  | 3     |       |
| Progressisti e Democratici                       | Giosuè Starita ✔️ Sindaco   | 12.370                      | 52,01 | 1.580                 | 6,79   | 2     |       |
| Nuovo PSI                                        | Giosuè Starita ✔️ Sindaco   | 12.370                      | 52,01 | 1.005                 | 4,32   | 1     |       |
| Orgoglio e Dignità Torrese                       | Giosuè Starita ✔️ Sindaco   | 12.370                      | 52,01 | 978                   | 4,20   | 1     |       |
| Torre del Valore                                 | Giosuè Starita ✔️ Sindaco   | 12.370                      | 52,01 | 802                   | 3,45   | -     |       |
| Futuro e Libertà per l'Italia                    | Giosuè Starita ✔️ Sindaco   | 12.370                      | 52,01 | 614                   | 2,64   | -     |       |
|                                                  | Vincenzo Sica               | 6.177                       | 25,97 | Partito Democratico   | 2.933  | 12,61 | 3     |
| Centro Comune                                    | Vincenzo Sica               | 6.177                       | 25,97 | 1.716                 | 7,38   | 2     |       |
| Udeur                                            | Vincenzo Sica               | 6.177                       | 25,97 | 683                   | 2,94   | -     |       |
| Partito Socialista Italiano                      | Vincenzo Sica               | 6.177                       | 25,97 | 373                   | 1,60   | -     |       |
| Arca                                             | Vincenzo Sica               | 6.177                       | 25,97 | 253                   | 1,09   | -     |       |
| Seggio al candidato sindaco                      | Seggio al candidato sindaco | Seggio al candidato sindaco | 25,97 | 1                     |        |       |       |
|                                                  | Antonio Gagliardi           | 2.434                       | 10,23 | Italia dei Valori     | 1.106  | 4,75  | 1     |
| Sinistra Ecologia Libertà                        | Antonio Gagliardi           | 2.434                       | 10,23 | 619                   | 2,66   | -     |       |
| Federazione dei Verdi-Federazione della Sinistra | Antonio Gagliardi           | 2.434                       | 10,23 | 184                   | 0,79   | -     |       |
| Seggio al candidato sindaco                      | Seggio al candidato sindaco | Seggio al candidato sindaco | 10,23 | 1                     |        |       |       |
|                                                  | Gennaro Di Paolo            | 1.630                       | 6,85  | Uniti per Torre       | 379    | 1,63  | -     |
| Novantesimo                                      | Gennaro Di Paolo            | 1.630                       | 6,85  | 154                   | 0,66   | -     |       |
| Ripartiamo                                       | Gennaro Di Paolo            | 1.630                       | 6,85  | 103                   | 0,44   | -     |       |
| Lega Sud                                         | Gennaro Di Paolo            | 1.630                       | 6,85  | 36                    | 0,15   | -     |       |
|                                                  | Luciano Donadio             | 676                         | 2,84  | Insieme per Torre     | 304    | 1,31  | -     |
|                                                  | Carmela Pisani              | 495                         | 2,08  | Torre nel Cuore       | 224    | 0,96  | -     |
| Totale                                           | Totale                      | 23.260                      | 100   |                       | 23.782 | 100   | 24    |

### Torre del Greco
| Candidati                     | Candidati                      | Voti                 | %     | Liste                      | Voti   | %     | Seggi |
| ----------------------------- | ------------------------------ | -------------------- | ----- | -------------------------- | ------ | ----- | ----- |
|                               | Gennaro Malinconico ✔️ Sindaco | 24.975               | 52,27 | Unione di Centro           | 5.899  | 12,79 | 5     |
| Italia dei Valori             | Gennaro Malinconico ✔️ Sindaco | 24.975               | 52,27 | 3.845                      | 8,34   | 3     |       |
| Partito Democratico           | Gennaro Malinconico ✔️ Sindaco | 24.975               | 52,27 | 3.492                      | 7,57   | 2     |       |
| Insieme per la Città          | Gennaro Malinconico ✔️ Sindaco | 24.975               | 52,27 | 2.645                      | 5,74   | 2     |       |
| Torre Libera                  | Gennaro Malinconico ✔️ Sindaco | 24.975               | 52,27 | 2.226                      | 4,83   | 1     |       |
| Sinistra Ecologia Libertà     | Gennaro Malinconico ✔️ Sindaco | 24.975               | 52,27 | 2.150                      | 4,66   | 1     |       |
| Nova Civitas                  | Gennaro Malinconico ✔️ Sindaco | 24.975               | 52,27 | 1.462                      | 3,17   | 1     |       |
|                               | Ciro Borriello                 | 21.986               | 46,01 | Il Popolo della Libertà    | 7.559  | 16,39 | 3     |
| Borriello Sindaco             | Ciro Borriello                 | 21.986               | 46,01 | 4.620                      | 10,02  | 2     |       |
| Futuro e Libertà per l'Italia | Ciro Borriello                 | 21.986               | 46,01 | 2.825                      | 6,13   | 1     |       |
| Nuovo PSI                     | Ciro Borriello                 | 21.986               | 46,01 | 2.344                      | 5,08   | 1     |       |
| Alleanza per l'Italia         | Ciro Borriello                 | 21.986               | 46,01 | 2.134                      | 4,63   | 1     |       |
| Città Nuove                   | Ciro Borriello                 | 21.986               | 46,01 | 1.975                      | 4,28   | -     |       |
| Partito Repubblicano Italiano | Ciro Borriello                 | 21.986               | 46,01 | 1.545                      | 3,35   | -     |       |
| Torre Domani                  | Ciro Borriello                 | 21.986               | 46,01 | 716                        | 1,55   | -     |       |
| Udeur                         | Ciro Borriello                 | 21.986               | 46,01 | 107                        | 0,23   | -     |       |
| Seggio di coalizione          | Seggio di coalizione           | Seggio di coalizione | 46,01 | 1                          |        |       |       |
|                               | Aniello D'Alessio              | 626                  | 1,31  | Federazione della Sinistra | 468    | 1,01  | -     |
|                               | Fortunato Sommella             | 197                  | 0,41  | Partito Pensionati         | 101    | 0,22  | -     |
| Totale                        | Totale                         | 46.113               | 100   |                            | 47.784 | 100   | 24    |

### Volla
| Candidati                       | Candidati                              | Voti                        | %     | Liste                                | Voti   | %     | Seggi |
| ------------------------------- | -------------------------------------- | --------------------------- | ----- | ------------------------------------ | ------ | ----- | ----- |
|                                 | Angelo Guadagno Accede al ballottaggio | 4.768                       | 37,52 | Partito Democratico                  | 2.444  | 20,30 | 7     |
| Verso il Futuro                 | Angelo Guadagno Accede al ballottaggio | 4.768                       | 37,52 | 1.001                                | 8,31   | 2     |       |
| Sinistra Ecologia Libertà       | Angelo Guadagno Accede al ballottaggio | 4.768                       | 37,52 | 347                                  | 2,88   | 1     |       |
| Italia dei Valori               | Angelo Guadagno Accede al ballottaggio | 4.768                       | 37,52 | 299                                  | 2,48   | -     |       |
|                                 | Salvatore Ricci Accede al ballottaggio | 3.706                       | 29,17 | Il Popolo della Libertà              | 2.598  | 21,58 | 2     |
| Noi Sud                         | Salvatore Ricci Accede al ballottaggio | 3.706                       | 29,17 | 1.316                                | 10,93  | 1     |       |
| Udeur                           | Salvatore Ricci Accede al ballottaggio | 3.706                       | 29,17 | 100                                  | 0,83   | -     |       |
| Seggio al candidato sindaco     | Seggio al candidato sindaco            | Seggio al candidato sindaco | 29,17 | 1                                    |        |       |       |
|                                 | Pasquale Petrone                       | 2.704                       | 21,56 | Moderati per Volla                   | 1.083  | 9,00  | 1     |
| Unione di Centro                | Pasquale Petrone                       | 2.704                       | 21,56 | 990                                  | 8,22   | -     |       |
| Verdi Ecologisti e Reti Civiche | Pasquale Petrone                       | 2.704                       | 21,56 | 700                                  | 5,81   | -     |       |
| Futuro e Libertà per l'Italia   | Pasquale Petrone                       | 2.704                       | 21,56 | 174                                  | 1,45   | -     |       |
| Seggio al candidato sindaco     | Seggio al candidato sindaco            | Seggio al candidato sindaco | 21,56 | 1                                    |        |       |       |
|                                 | Rosa Praticò                           | 984                         | 7,74  | Volla Unita                          | 248    | 2,06  |       |
| Noi X Volla                     | Rosa Praticò                           | 984                         | 7,74  | 202                                  | 1,68   |       |       |
| Rinnovamento per Volla          | Rosa Praticò                           | 984                         | 7,74  | 137                                  | 1,14   |       |       |
|                                 | Sergio Vaccaro                         | 330                         | 2,60  | Movimento 5 Stelle                   | 256    | 2,13  | -     |
|                                 | Luigi Esposito                         | 179                         | 1,41  | Rinnovamento Partecipazione Finalità | 144    | 1,20  | -     |
| Totale                          | Totale                                 | 12.039                      | 100   |                                      | 12.707 | 100   | 16    |

## Caserta

### Aversa
| Candidati                     | Candidati                     | Voti                 | %     | Liste                   | Voti   | %     | Seggi |
| ----------------------------- | ----------------------------- | -------------------- | ----- | ----------------------- | ------ | ----- | ----- |
|                               | Giuseppe Sagliocco ✔️ Sindaco | 17.648               | 56,96 | Il Popolo della Libertà | 7.593  | 25,11 | 7     |
| Noi Aversani                  | Giuseppe Sagliocco ✔️ Sindaco | 17.648               | 56,96 | 5.191                   | 17,16  | 5     |       |
| Unione di Centro              | Giuseppe Sagliocco ✔️ Sindaco | 17.648               | 56,96 | 4.433                   | 14,66  | 4     |       |
| Federazione degli Autonomisti | Giuseppe Sagliocco ✔️ Sindaco | 17.648               | 56,96 | 2.220                   | 7,34   | 2     |       |
| Nuovo PSI                     | Giuseppe Sagliocco ✔️ Sindaco | 17.648               | 56,96 | 2.060                   | 6,81   | 1     |       |
| Udeur                         | Giuseppe Sagliocco ✔️ Sindaco | 17.648               | 56,96 | 825                     | 2,73   | -     |       |
| Grande Sud                    | Giuseppe Sagliocco ✔️ Sindaco | 17.648               | 56,96 | 687                     | 2,27   | -     |       |
| Stop Camorra                  | Giuseppe Sagliocco ✔️ Sindaco | 17.648               | 56,96 | 56                      | 0,19   | -     |       |
|                               | Salvatore Cella               | 10.120               | 32,67 | Partito Democratico     | 1.889  | 6,25  | 1     |
| Cella Sindaco                 | Salvatore Cella               | 10.120               | 32,67 | 1.547                   | 5,12   | 1     |       |
| Sinistra Ecologia Libertà     | Salvatore Cella               | 10.120               | 32,67 | 996                     | 3,29   | 1     |       |
| Italia dei Valori             | Salvatore Cella               | 10.120               | 32,67 | 614                     | 2,03   | -     |       |
| Futuro per Aversa             | Salvatore Cella               | 10.120               | 32,67 | 70                      | 0,23   | -     |       |
| Seggio di coalizione          | Seggio di coalizione          | Seggio di coalizione | 32,67 | 1                       |        |       |       |
|                               | Gabriele Costanzo             | 1.728                | 5,58  | Ideaversa               | 613    | 2,03  | -     |
| Aversa C'è                    | Gabriele Costanzo             | 1.728                | 5,58  | 588                     | 1,94   | -     |       |
| Seggio di coalizione          | Seggio di coalizione          | Seggio di coalizione | 5,58  | 1                       |        |       |       |
|                               | Antimo Castaldo               | 1.247                | 4,03  | Democrazia & Territorio | 777    | 2,57  | -     |
|                               | Giorgio Galiero               | 238                  | 0,77  | Partito Pensionati      | 84     | 0,28  | -     |
| Totale                        | Totale                        | 30.243               | 100   |                         | 30.981 | 100   | 24    |

### Mondragone
| Candidati                     | Candidati                    | Voti                        | %     | Liste                       | Voti   | %     | Seggi |
| ----------------------------- | ---------------------------- | --------------------------- | ----- | --------------------------- | ------ | ----- | ----- |
|                               | Giovanni Schiappa ✔️ Sindaco | 7.580                       | 50,44 | Il Popolo della Libertà     | 3.100  | 21,50 | 4     |
| La Scelta                     | Giovanni Schiappa ✔️ Sindaco | 7.580                       | 50,44 | 2.117                       | 14,69  | 3     |       |
| Liberi e Democratici          | Giovanni Schiappa ✔️ Sindaco | 7.580                       | 50,44 | 1.028                       | 7,13   | 1     |       |
| Nuovo PSI                     | Giovanni Schiappa ✔️ Sindaco | 7.580                       | 50,44 | 978                         | 6,78   | 1     |       |
| Intesa per Mondragone         | Giovanni Schiappa ✔️ Sindaco | 7.580                       | 50,44 | 852                         | 5,91   | 1     |       |
|                               | Achille Cennami              | 2.831                       | 18,84 | Partito Democratico         | 1.562  | 10,84 | 2     |
| Con Cennami Sindaco           | Achille Cennami              | 2.831                       | 18,84 | 630                         | 4,37   | -     |       |
| Nuova DC                      | Achille Cennami              | 2.831                       | 18,84 | 534                         | 3,70   | -     |       |
| Seggio al candidato sindaco   | Seggio al candidato sindaco  | Seggio al candidato sindaco | 18,84 | 1                           |        |       |       |
|                               | Camillo Federico             | 2.357                       | 15,68 | Unione di Centro            | 1.870  | 12,97 | 1     |
| Futuro e Libertà per l'Italia | Camillo Federico             | 2.357                       | 15,68 | 273                         | 1,89   | -     |       |
| Seggio al candidato sindaco   | Seggio al candidato sindaco  | Seggio al candidato sindaco | 15,68 | 1                           |        |       |       |
|                               | Mario Fusco                  | 1.234                       | 8,21  | Italia dei Valori           | 684    | 4,74  | -     |
| Io Amo Mondragone             | Mario Fusco                  | 1.234                       | 8,21  | 290                         | 2,01   | -     |       |
| Seggio al candidato sindaco   | Seggio al candidato sindaco  | Seggio al candidato sindaco | 8,21  | 1                           |        |       |       |
|                               | Antonio Taglialatela         | 518                         | 3,45  | Partito Socialista Italiano | 227    | 1,57  | -     |
|                               | Giancarlo Burrelli           | 509                         | 3,39  | Sinistra Ecologia Libertà   | 271    | 1,88  | -     |
| Totale                        | Totale                       | 14.416                      | 100   |                             | 15.029 | 100   | 16    |

## Salerno

### Agropoli
| Candidati                   | Candidati                    | Voti                        | %     | Liste                   | Voti  | %     | Seggi |
| --------------------------- | ---------------------------- | --------------------------- | ----- | ----------------------- | ----- | ----- | ----- |
|                             | Francesco Alfieri ✔️ Sindaco | 11.859                      | 88,99 | Partito Democratico     | 4.557 | 34,89 | 7     |
| Lista Alfieri               | Francesco Alfieri ✔️ Sindaco | 11.859                      | 88,99 | 3.246                   | 24,85 | 4     |       |
| Unione di Centro            | Francesco Alfieri ✔️ Sindaco | 11.859                      | 88,99 | 2.507                   | 19,19 | 3     |       |
| La Buona Politica           | Francesco Alfieri ✔️ Sindaco | 11.859                      | 88,99 | 868                     | 6,65  | 1     |       |
| Partito Socialista Italiano | Francesco Alfieri ✔️ Sindaco | 11.859                      | 88,99 | 588                     | 4,50  | -     |       |
| Sinistra Ecologia Libertà   | Francesco Alfieri ✔️ Sindaco | 11.859                      | 88,99 | 244                     | 1,87  | -     |       |
|                             | Pasquale Di Luccio           | 1.241                       | 9,31  | Il Popolo della Libertà | 962   | 7,37  | -     |
| Seggio al candidato sindaco | Seggio al candidato sindaco  | Seggio al candidato sindaco | 9,31  | 1                       |       |       |       |
|                             | Antonio De Conciliis         | 226                         | 1,70  | Rifondazione Comunista  | 89    | 0,68  | -     |
| Totale                      | Totale                       | 13.061                      |       | 13.326                  | 100   | 16    |       |

### Capaccio
| Candidati                   | Candidati                   | Voti                        | %     | Liste           | Voti   | %     | Seggi |
| --------------------------- | --------------------------- | --------------------------- | ----- | --------------- | ------ | ----- | ----- |
|                             | Italo Voza ✔️ Sindaco       | 9.504                       | 69,85 | A Voce Alta     | 2.790  | 21,02 | 4     |
| Capaccio Paestum-Lab.Futura | Italo Voza ✔️ Sindaco       | 9.504                       | 69,85 | 2.474           | 18,64  | 3     |       |
| Altra Città                 | Italo Voza ✔️ Sindaco       | 9.504                       | 69,85 | 2.292           | 17,27  | 3     |       |
| Nuova Primavera             | Italo Voza ✔️ Sindaco       | 9.504                       | 69,85 | 2.236           | 16,84  | 3     |       |
| Vota col Cuore              | Italo Voza ✔️ Sindaco       | 9.504                       | 69,85 | 1.141           | 8,60   | 1     |       |
|                             | Gennaro De Caro             | 2.662                       | 19,56 | Nuovo Municipio | 948    | 7,14  | -     |
| Alternativa Democratica     | Gennaro De Caro             | 2.662                       | 19,56 | 649             | 4,89   | -     |       |
| Seggio al candidato sindaco | Seggio al candidato sindaco | Seggio al candidato sindaco | 19,56 | 1               |        |       |       |
|                             | Roberto Squecco             | 1.441                       | 10,59 | Popolari Domani | 745    | 5,61  | -     |
| Totale                      | Totale                      | '13.275                     | 100   |                 | 13.600 | 100   | 16    |

### Nocera Inferiore
| Candidati                                    | Candidati                              | Voti                 | %     | Liste                   | Voti   | %     | Seggi |
| -------------------------------------------- | -------------------------------------- | -------------------- | ----- | ----------------------- | ------ | ----- | ----- |
|                                              | Manlio Torquato Accede al ballottaggio | 12.875               | 42,77 | Manlio Torquato Sindaco | 2.822  | 9,62  | 4     |
| Udeur                                        | Manlio Torquato Accede al ballottaggio | 12.875               | 42,77 | 2.668                   | 9,09   | 4     |       |
| Unione di Centro                             | Manlio Torquato Accede al ballottaggio | 12.875               | 42,77 | 1.441                   | 4,91   | 2     |       |
| Riformisti                                   | Manlio Torquato Accede al ballottaggio | 12.875               | 42,77 | 1.392                   | 4,74   | 2     |       |
| Futuro e Libertà per l'Italia                | Manlio Torquato Accede al ballottaggio | 12.875               | 42,77 | 1.270                   | 4,33   | 2     |       |
| Nocera Protagonista                          | Manlio Torquato Accede al ballottaggio | 12.875               | 42,77 | 646                     | 2,20   | 1     |       |
| Alleanza di Centro per la Libertà-Grande Sud | Manlio Torquato Accede al ballottaggio | 12.875               | 42,77 | 577                     | 1,97   | -     |       |
| Lega del Sud                                 | Manlio Torquato Accede al ballottaggio | 12.875               | 42,77 | 303                     | 1,03   | 2     |       |
|                                              | Luigi Cremone Accede al ballottaggio   | 10.364               | 34,43 | Nocera Rinasce          | 3.208  | 10,93 | 1     |
| Principe Arechi                              | Luigi Cremone Accede al ballottaggio   | 10.364               | 34,43 | 2.439                   | 8,31   | 1     |       |
| Nocera per le Libertà                        | Luigi Cremone Accede al ballottaggio   | 10.364               | 34,43 | 1.910                   | 6,51   | 1     |       |
| Alleanza per Nocera                          | Luigi Cremone Accede al ballottaggio   | 10.364               | 34,43 | 1.480                   | 5,04   | 1     |       |
| Cremone Sindaco                              | Luigi Cremone Accede al ballottaggio   | 10.364               | 34,43 | 1.400                   | 4,77   | 1     |       |
| Popolari Domani                              | Luigi Cremone Accede al ballottaggio   | 10.364               | 34,43 | 1.077                   | 3,67   | -     |       |
| Seggio di coalizione                         | Seggio di coalizione                   | Seggio di coalizione | 34,43 | 1                       |        |       |       |
|                                              | Antonio Iannello                       | 6.234                | 20,71 | Partito Democratico     | 3.160  | 10,77 | 2     |
| Italia dei Valori                            | Antonio Iannello                       | 6.234                | 20,71 | 1.248                   | 4,25   | -     |       |
| Nocera Libera                                | Antonio Iannello                       | 6.234                | 20,71 | 1.238                   | 4,22   | -     |       |
| Sinistra Ecologia Libertà                    | Antonio Iannello                       | 6.234                | 20,71 | 161                     | 0,53   | -     |       |
| Federazione dei Verdi                        | Antonio Iannello                       | 6.234                | 20,71 | 81                      | 0,28   | -     |       |
| Seggio di coalizione                         | Seggio di coalizione                   | Seggio di coalizione | 20,71 | 1                       |        |       |       |
|                                              | Pasquale Milite                        | 631                  | 2,10  | Movimento 5 Stelle      | 256    | 0,87  | -     |
| Totale                                       | Totale                                 | 29.341               | 100   |                         | 30.677 | 100   | 24    |